# ابیگیل اسپنسر
ابیگیل اسپنسر (انگلیسی: Abigail Spencer؛ زادهٔ ۴ اوت ۱۹۸۱) یک هنرپیشه اهل ایالات متحده آمریکا است. وی از سال ۱۹۹۹ میلادی تاکنون مشغول فعالیت بوده‌است.

## گزیده فیلمشناسی
از فیلم‌ها یا برنامه‌های تلویزیونی که وی در آن نقش داشته‌است می‌توان به آثار زیر اشاره کرد.
- پدران و پسران (۲۰۰۵)
- این یعنی جنگ (۲۰۱۲)
- از بزرگ و قدرتمند (۲۰۱۳)
- اینجا شما را ترک می‌کنم (۲۰۱۴)
- جاعل (فیلم ۲۰۱۴) (۲۰۱۴)
- سی‌اس‌آی (۲۰۰۵)
- دختران گیلمور (۲۰۰۶)
- آشنایی با مادر (۲۰۰۷, ۲۰۱۴)
- استخوان‌ها (مجموعه تلویزیونی) (۲۰۰۸)
- درمانگاه خصوصی (۲۰۰۹)
- مد من (۲۰۰۹)
- کسل (مجموعه تلویزیونی) (۲۰۰۹)
- تعقیب تک‌موج‌ها (۲۰۱۲)
- سوتس (۲۰۱۱–۲۰۱۸)
- کارآگاه حقیقی (۲۰۱۵)
- کمدی بنگ!بنگ! (۲۰۱۶)
- آناتومی گری (مجموعه تلویزیونی) (۲۰۱۷)
- دکمه‌ها (۲۰۱۹)